# Axelband

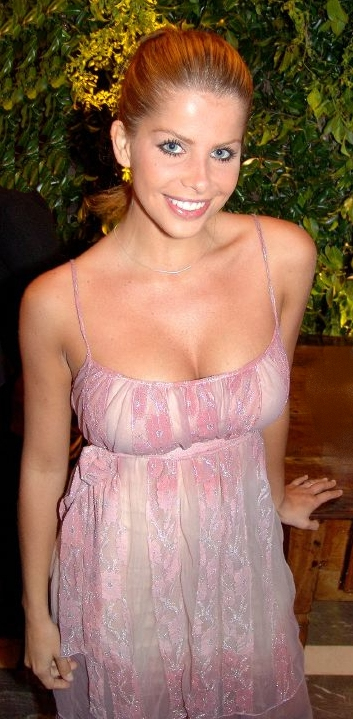
Klänning med smala axelband

Axelband är de band som håller kvar plagg med fäste från axlarna. Riktigt smala axelband kallas inom damkonfektion spaghetti straps.
Axelband omnämns främst i samband med damers klänningar, som dock även kan vara axelbandslösa. Linnen, toppar och bysthållare har också axelband, de senare vanligtvis ställbara. 
Även förkläden kan ha axelband. Förklädets bröstlapp kan ha axelband som går över axlarna, läggs i kors över ryggen och fäster till kjoldelen i ryggslutet (det så kallade Karin-förklädet är ett exempel).